# Syntemna daisetsuzana
Syntemna daisetsuzana är en tvåvingeart som beskrevs av Toyohi Okada 1938. Syntemna daisetsuzana ingår i släktet Syntemna och familjen svampmyggor. Arten är reproducerande i Sverige. Inga underarter finns listade i Catalogue of Life.